# 六安瓜片

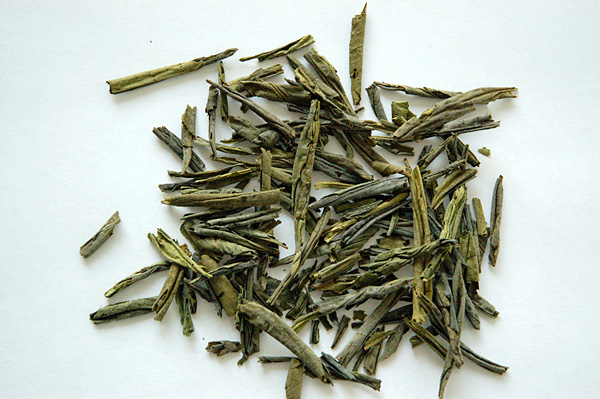
六安瓜片の茶葉

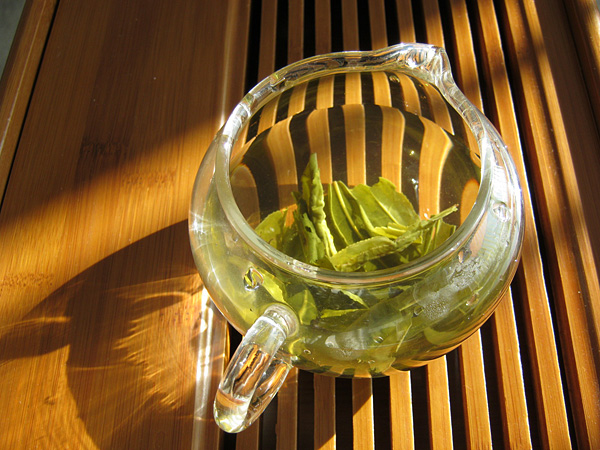
急須に入れた六安瓜片

六安瓜片（ろくあんかへん、リゥアングァビエン）は、中華人民共和国安徽省六安市の緑茶。「中国十大銘茶」の1つに数えられる。

## 概要
中国茶は茶樹の芽を用いることが高級茶ともされるが、六安瓜片は芽を使用しない。
火に炙って殺青する「烘青」で製茶される。茶葉は内側に丸まっており、「片形茶」に分類される。手作りの茶葉は深い緑色をしており、表面に凹凸があり、「霜」と呼ばれる白く細い線がある。機械加工された茶葉は手作りのものよりも緑色が浅く、茶葉はまっすぐに伸びている。今日流通している六安瓜片の茶葉の大部分は機械加工されたものである。
茶摘みは穀雨の前後に行われる。六安瓜片の茶摘みには、一芽三葉を摘んで芽を取り除く方法と、はじめから葉のみを摘む方法とがある。

## 名称について
名称は、葉のみを折りたたんだ茶葉が「瓜子（ヒマワリの種の殻）」に似ていることから。

## 歴史
唐の時代に「廬州六安茶」という名称で登場し、明の時代に「六安瓜片」と称されるようになった。清の時代には皇帝への献上茶とされた。